# Guennadi Sacheniuk
Guennadi Ksenafóntovich Sacheniuk (24 de diciembre de 1967, Gornostaevka, RSS de Ucrania) es un director de orquesta y músico militar ruso, que actualmente ostenta el rango de coronel. Es el actual director del conjunto Aleksándrov, desde diciembre de 2016, tras el accidente del Tu-154, en el que falleció en anterior director Valeri Jalilov. 

## Biografía
Guennadi Ksenafóntovich Sacheniuk nació el 24 de diciembre de 1967 en el pueblo de Gornostaevka , oblast de Jersón, RSS de Ucrania . En 1986 se graduó en la clase de trombón del Colegio Estatal de Música de Jersón.
De 1986 a 1991, fue cadete en la Facultad de Dirección Militar del Conservatorio Estatal de Moscú. Al graduarse, desempeñó los cargos de director militar, jefe de la orquesta de formación, jefe adjunto del departamento de formación y jefe del laboratorio de ayudas técnicas para la formación (jefe del estudio de grabación) en el mismo conservatorio. 
Sirve al conjunto Aleksándrov desde el 29 de diciembre de 2000, sirviendo como subdirector del conjunto desde el mismo día de su ingreso,  y como subdirector a partir de junio de 2016, además de haber sido director por un corto periodo de tiempo entre noviembre de 2012 y mayo de 2016. Volvió a su cargo de director en diciembre del 2016, tras el fallecimiento del anterior Valeli Jalilov en el accidente del Tu-154 y por orden del ministro de defensa ruso. 
Hizo una contribución significativa al renacimiento del equipo después de la muerte de la parte principal del conjunto en el ya mencionado accidente. 
También es autor de numerosas orquestaciones y obras para solistas, coros y conjuntos de ballet.